# Mario Díaz Beltrán
Mario Díaz Beltrán es un futbolista mexicano que jugó de delantero. Debutó en 1979. En Primera División jugó 315 partidos, acumulando 20,187 minutos jugados y 160 goles anotados. Fue mundialista juvenil en 1979 en Japón donde logró anotar un gran gol a España. Diaz es recordado por ser un jugador fino y elegante de los jugadores técnicamente más dotados del fútbol mexicano integrante varias veces de selección mexicana mayor y actualmente director deportivo de fc. bavaria de tultitlan de segunda división mexicana

## Clubs
- Atlético Español (1979 - 1982)
- Coyotes Neza (1982 - 1985)
- Atlético Potosino (1986 - 1989)
- Santo Laguna (1989 - 1990)
- Necaxa (1982)

- Datos: Q5998630